# Bilagavalli, Alur
Bilagavalli là một làng thuộc tehsil Alur, huyện Hassan, bang Karnataka, Ấn Độ.